# Старая Казанка (Татарстан)
Старая Казанка — деревня в Бугульминском районе Татарстана. Входит в состав Новоалександровского сельского поселения.

## География
Находится в юго-восточной части Татарстана на расстоянии приблизительно 5 км на северо-восток по прямой от районного центра города Бугульма.

## История
Основана в конце XIX века.

## Население
Постоянных жителей было: в 1910 году- 583, в 1926—280, в 1938—289, в 1949—313, в 1958—121, в 1970—157, в 1979—179, в 1989—161, в 2002 году 155 (русские 77 %), в 2010 году 164.